# Исингарин, Нигматжан Кабатаевич
Нигматжа́н Кабата́евич Исинга́рин (каз. Нығметжан Қабатайұлы Есенғарин; род. 29 сентября 1941, с. Бурино, Челябинская область) — советский и казахстанский государственный деятель, первый Министр транспорта Республики Казахстан (1991—1994), Первый Заместитель Премьер-Министра Республики Казахстан (1994—1997), 
Заместитель Министра путей сообщения СССР (1986-1989), Председатель Интеграционного комитета Таможенного союза СНГ (1996—2001); Заместитель Генерального секретаря Евразийского экономического сообщества (2001—2002). Доктор экономических наук.

## Биография
- в 1958 году окончил среднюю школу в селе Семиозерное Кустанайской области.
- в 1964 году окончил Уральский электромеханический институт инженеров железнодорожного транспорта по специальности «Автоматика, телемеханика и связь на железнодорожном транспорте».
- в 1964—1966 г.г. служил в Советской армии в танковых войсках в городе Самарканде.
- с 1966 года - работал электромехаником, инженером, главным инженером, начальником отдела Целиноградской дистанции сигнализации и связи, начальником отдела Целиноградского отделения дороги. 
- с 1972 года - начальник технического отдела — заместитель главного инженера Казахской железной дороги, главный инженер Целинной железной дороги.
- в 1984 году окончил Академию народного хозяйства при Совете Министров СССР по специальности «экономика, организация управления и планирования народного хозяйства»
- в 1984 году - начальник Целинной железной дороги, 
- в 1986 году - заместитель министра путей сообщения СССР по строительству.
- с 1989 года - начальник Алма-Атинской железной дороги.
- с 1991 года — Министр транспорта, Первый Заместитель Премьер-Министра Республики Казахстан.
- с ноября 1994 года — член Президиума Экономического Союза и Межгосударственного экономического комитета СНГ. 
- с 1996 года — Председатель Интеграционного комитета Таможенного союза СНГ, Заместитель Генерального секретаря Евразийского экономического сообщества.
- с 2002 по 2013 год — учредитель и генеральный директор независимого исследовательско-внедренческого центра ТОО «Экономтрансконсалтинг», директор учреждения «Центр управления и логистики на транспорте»; 
- в период  2006—2014 годы — член Совета директоров АО «НК „Қазақстан темір жолы“».
В настоящее время — председатель Ассоциации национальных экспедиторов Республики Казахстан, Казахстанской Ассоциации перевозчиков и операторов вагонов (контейнеров) (с 2002), председатель совета директоров консорциума «ЭТК Транс Групп» (с 2013), научный советник ТОО «Исингарин и партнеры» (с 2013), советник Президента АО «НК „Қазақстан темір жолы“» (с 2014).
Издатель аналитического отраслевого журнала «Транс-Экспресс Қазақстан» (главный редактор), журнала для пассажиров казахстанских железных дорог «Время в пути», общетранспортного делового журнала «Транс-Logistics Казахстан».
Действительный член Международной экономической академии «Евразия» (с 1998) и Международной академии транспорта (с 1998).

### Семья
Отец — Кабатай Исингарин (1908—1952), бухгалтер; мать — Злиха Исингарина (1910—1981), домохозяйка.
Жена — Раушан Жапархановна Исингарина.
- дети — сын Тлек (р. 10.5.1965), дочь Ардак (р. 30.1.1974); работают в транспортной отрасли.
- Есть 2 внучки и внук, Камиля, Асем и Айсултан. Камиля на данный момент учится в University of Surrey, UK. Асем учится в Instituto Marangoni, Айсултан окончил университет в Швейцарии.

## Научная деятельность
В 1984 году защитил кандидатскую, в 1999 — докторскую диссертацию.
Автор 30 книг по истории железнодорожного транспорта Казахстана, сборников биографических очерков известных железнодорожников Казахстана, по теории и практике реформирования железнодорожного транспорта в Казахстане и международного сотрудничества в СНГ; более 400 статей и интервью в отечественных и зарубежных газетах и журналах.

### Избранные труды
Источник — электронные каталоги РНБ
- Исингарин Н. К. 10 лет СНГ : Проблемы, поиски, решения. — Алматы : БИС, 2001. — 397 с.
- Исингарин Н. К. 10 лет СНГ. Проблемы, поиски, решения : Экономика постсовет. периода. Содружество независимых государств. Независимое экон. сообщество. — СПб. : Паллада-медиа Русич, 2001. — 395 с.
- Исингарин Н. К. И для нас открывается мир. — Алматы : БИС, 2001. — 406 с. — (К десятилетию М-ва транспорта и коммуникаций Республики Казахстан)
- Исингарин Н. К. Казахстан и Содружество: проблемы экономической интеграции. Учеб. пособие. — Алматы : ОФ «БИС», 2000. — 215 c.
- Исингарин Н. К. Проблемы интеграции в СНГ. — Алматы : Атамура, 1998. — 215 с.
- Исингарин Н. К. Пути развития, формы и механизм интеграционных процессов в СНГ : Автореф. дис. … д-ра экон. наук. — М. : Б.и., 1999. — 52 с.
- Исингарин Н. К. Рынок грузовых перевозок : опыт, проблемы, предложения [об опыте реформирования железнодорожного транспорта Казахстана для участников Международного железнодорожного бизнес-форума «Стратегическое партнерство 1520»]. — М. : Желдориздат, 2006. — 187 с.
- Исингарин Н. К. Совершенствование планирования социально-экономического развития предприятий железных дорог : Автореф. дис. … канд. экон. наук. — М., 1984. — 26 с.
- Исингарин Н. К. Таможенный союз: дела и планы. — Алматы : ОФ «БИС», 2000. — 215 с.
- Исингарин Н. К. Транспорт — магистраль экономической интеграции в СНГ. — Алматы : Атамура, 1998. — 255 с.

## Награды и признание
- 2021 (2 декабря) — Орден «Барыс» І степени;[2]
- Орден Парасат (12 декабря 2002)  — за заслуги перед государством, значительный вклад в социально-экономическое и культурное развитие страны[3]
- Орден «Барыс» II степени (декабрь 2011)
- Орден Дружбы (14 февраля 2002, Россия) — за большой вклад в развитие сотрудничества и углубление интеграции между государствами — участниками Содружества Независимых Государств[4]
- Орден Трудового Красного Знамени (1976)
- Орден «Знак Почёта» (1981)
- Орден Дружбы народов (1986)
- Почётная грамота Кыргызской Республики (11 октября 2001, Кыргызстан) — за заслуги в становлении Евразийского экономического сообщества, укреплении дружбы и сотрудничества между народами[5]
- медали
- Почётный железнодорожник
- Почетный транспортный строитель
- Грамота Содружества Независимых Государств (3 сентября 2011, Совет глав государств СНГ) — за активную работу по укреплению и развитию Содружества Независимых Государств[6]